# 온도 눈금
온도 눈금은 도량형학에서 물리량의 온도의 눈금을 매기는 방법이다.

## 개요
덥고 찬 정도, 즉 온도를 나타내는 데에는 °C라는 기호가 쓰인다. °C로 표시되는 온도를 섭씨온도(Celsius 溫度)라고 하는데, 그 눈금은 빙점(氷點)을 0도, 물의 비등점(沸騰點)을 100도로 해 정한 것이다. 이와 같은 기준으로써 눈금을 정하는 방법에 대하여 예전에는 별로 말썽될 일이 없었으나, 과학기술이 진보함에 따라서 문제가 생기고 있다.
온도정점(溫度定點)의 문제는 그 대표적인 예이다. 아무리 주의하더라도 온도정점으로서의 빙점을 0.0001도, 비등점을 0.001도 이상으로 정밀하게 정할 수는 없다는 점이다. 그래서 보다 정밀하고 안정된 온도정점으로서 연구되어 실용화한 것이 물의 삼중점(三重點)이다. 물의 삼중점이란 물과 얼음과 수증기가 공존하는 상태로서, 그 상태의 온도는 0.0001도보다도 더 높은 정밀도로 정해지며, 또한 몇 개월간이라도 그 상태를 유지할 수가 있는 것이다.
문제의 다른 하나는 온도 0의 점에 관한 것이다. 섭씨온도 눈금의 0도는 빙점이다. 이보다도 낮은 온도는 보통 영하 몇 도 또는 마이너스(－) 몇 도라고 부른다. 이와 같은 온도 표시의 방법은 과학기술상 불편한 경우가 많다.
그 이하의 온도는 어떤 수단으로도 실현할 수가 없는 최저온도를 0점으로 하는 온도 눈금이라야 편리한 것이다. 열역학이론(熱力學理論) 또는 그 밖의 여러 가지 실험에 의해서, 이 최저 온도는 섭씨온도로 나타내는 경우 －273.15°C가 되는 것으로 밝혀졌다. 이리하여 －273.15°C를 0도로 하는 온도 눈금을 사용하려는 경향이 생긴 것이다.
1960년 이후 과학기술 부문에서는, 물과 얼음과 수증기와의 평형온도(平衡溫度), 즉 물의 삼중점을 273.16°K로 하는 켈빈온도(Kelvin 溫度：절대온도)의 눈금이 널리 채용되고 있다.정밀하게 측정하여 보면 빙점은 273.15°K, 물의 삼중점은 273.16°K로서, 그 사이에 0.01deg(온도의 차를 나타내는 기호)의 차가 있다. 따라서 섭씨온도로 T°C의 온도를 켈빈온도 눈금으로 나타내려면 T의 값에 273.15를 더하면 된다. 즉 (T＋273.15)°K로 된다.

## 같이 보기
- 온도의 단위 변환